# Zjednoczone Emiraty Arabskie na Letnich Igrzyskach Olimpijskich 2020
Zjednoczone Emiraty Arabskie na Letnich Igrzyskach Olimpijskich 2020 – występ kadry sportowców reprezentujących Zjednoczone Emiraty Arabskie na igrzyskach olimpijskich, które odbyły się w Tokio w Japonii, w dniach 23 lipca – 8 sierpnia 2021 roku.
Reprezentacja Zjednoczonych Emiratów Arabskich liczyła pięciu zawodników – wyłącznie mężczyzn, którzy wystąpili w 4 dyscyplinach. W ekipie wystąpiło dwóch obcokrajowców z emirackimi paszportami. Byli to judocy Ivan Remarenco i Victor Scvorțov z pochodzenia Mołdawianie.
Był to dziesiąty start Zjednoczonych Emiratów Arabskich na letnich igrzyskach olimpijskich.

## Reprezentanci

### Judo
| Zawodnik        | Konkurencja      | 1/16                      | 1/8              | Ćwierćfinały     | Półfinały        | Repasaż 1        | Repasaż 2        | Repasaż 3        | Finał            | Pozycja |
| Zawodnik        | Konkurencja      | Przeciwnik Wynik          | Przeciwnik Wynik | Przeciwnik Wynik | Przeciwnik Wynik | Przeciwnik Wynik | Przeciwnik Wynik | Przeciwnik Wynik | Przeciwnik Wynik | Pozycja |
| --------------- | ---------------- | ------------------------- | ---------------- | ---------------- | ---------------- | ---------------- | ---------------- | ---------------- | ---------------- | ------- |
| Ivan Remarenco  | -100 kg mężczyzn | Shady El Nahas IPP 0:10   | NQ               | NQ               | NQ               | NQ               | NQ               | NQ               | NQ               | 17-32.  |
| Victor Scvorțov | -73 kg mężczyzn  | Tommy Macias IPP 1s2:10s1 | NQ               | NQ               | NQ               | NQ               | NQ               | NQ               | NQ               | 17-32.  |

### Lekkoatletyka
| Zawodnik           | Konkurencja            | Eliminacje | Eliminacje | Runda 1  | Runda 1 | Półfinał | Półfinał | Finał    | Finał   | Pozycja |
| Zawodnik           | Konkurencja            | Rezultat   | Pozycja    | Rezultat | Pozycja | Rezultat | Pozycja  | Rezultat | Pozycja | Pozycja |
| ------------------ | ---------------------- | ---------- | ---------- | -------- | ------- | -------- | -------- | -------- | ------- | ------- |
| Mohammed Al-Hamadi | Bieg na 100 m mężczyzn | 10.59      | 3. Q       | 10.64    | 8.      | NQ       | NQ       | NQ       | NQ      | 54.     |

### Pływanie
| Zawodnik            | Konkurencja                 | Eliminacje | Eliminacje | Półfinał | Półfinał | Finał | Finał   | Pozycja |
| Zawodnik            | Konkurencja                 | Czas       | Miejsce    | Czas     | Miejsce  | Czas  | Miejsce | Pozycja |
| ------------------- | --------------------------- | ---------- | ---------- | -------- | -------- | ----- | ------- | ------- |
| Yousuf Al-Matrooshi | 100 m st. dowolnym mężczyzn | 51.50      | 3.         | NQ       | NQ       | NQ    | NQ      | 50.     |

### Strzelectwo
| Zawodnik        | Konkurencja    | Kwalifikacje | Kwalifikacje | Finał | Finał   | Pozycja |
| Zawodnik        | Konkurencja    | Wynik        | Pozycja      | Wynik | Pozycja | Pozycja |
| --------------- | -------------- | ------------ | ------------ | ----- | ------- | ------- |
| Saif Bin Futais | skeet mężczyzn | 51.50        | 50.          | NQ    | NQ      | 50.     |